# Ет-Тафіла
Ет-Тафіла (араб. الطفيلة) — місто на півдні Йорданії, розташоване за 183 км від Амману, столиці країни. Є адміністративним центром провінції Ет-Тафіла. Населення міста становить 27 559 осіб.

## Історія
Ет-Тафіла лежить на руїнах стародавнього міста Тофель, що належало королівству Ідумея — найдавнішому державному утворенню в цій місцевості. Столиця Ідумеї розташовувалася за 23 км на південь від Ет-Тафіли. Згодом Тофель був захоплений Набатейським королівством, яке мало столицю в Петрі. За часів володарювання Риму та Візантії містом керувала арабська християнська династія Гассанідів. На початку середньовіччя Ет-Тафіла потрапила під владу мусульман, що була перервана впродовж хрестових походів.
Під час арабського повстання проти османів у січні 1918 року село і область навколо нього були захоплені в битві під командуванням Т. Е. Лоуренса, Джафара Аль-Аскарі та принца Зайда бін Хусейна.

## Туризм
Оскільки місто лежить на значній відстані від основних великих автошляхів країни, кількість туристів в Ет-Тафілі значно менша за інші міста королівства. Поруч з Ет-Тафілою розташовани найбільший заповідник Йорданії — біосферний резерват Дана.   